# Badische II c
Die Fahrzeuge der Gattung II c der Großherzoglich Badischen Staatseisenbahnen waren Schnellzug-Dampflokomotiven.
Die Fahrzeuge traten die Nachfolge der Gattungen II a und II b an, waren jedoch völlig neu konstruiert. In Abkehr vom bisherigen Brauch bei der Badischen Staatsbahn hatten diese von der Elsässischen Maschinenbau-Gesellschaft Grafenstaden entwickelten Lokomotiven nach englischem Vorbild einen Innenrahmen aus Blech und innenliegende Zylinder. Das Drehgestell war von moderner Bauart und hatte einen langen Achsstand, und die Kuppelräder wurden auf 2.100 mm vergrößert.
Damit konnten die Laufeigenschaften gegenüber den Vorgängerbauarten entscheidend verbessert werden. Bei Versuchsfahrten liefen die Maschinen noch bei 120 km/h sehr ruhig, so dass – erstmals in Deutschland – die zulässige Höchstgeschwindigkeit auf 110 km/h festgelegt werden konnte. Die Lokomotiven konnten mit dieser Geschwindigkeit einen 260 Tonnen schweren Zug ziehen. Eingesetzt wurden die Loks auf den flachen Strecken im Rheintal.
Bei den letzten fünf Maschinen wurde – ebenfalls erstmals in Deutschland – ein Windschneidenführerhaus verwendet, und auch die Rauchkammer wurde strömungsgünstig verkleidet. Alle Lokomotiven hatten einen relativ niedrigen Umlauf und Radschutzkästen, die die großen Treibräder fast zur Hälfte bedeckten.
Die Loks waren zuerst mit Schlepptendern der Bauart 3 T 15,5 ausgestattet. Ab 1897 benutzte man die Bauart 2’2’ T 15. Damit war die Strecke von Mannheim oder Heidelberg nach Basel ohne Lokwechsel zu schaffen.
1919 wurden neun Exemplare im Zuge der Reparationsleistungen an Frankreich abgegeben. Von der ETAT erhielten sie die Bezeichnung 220-902 bis 220-910.
Für die Deutsche Reichsbahn waren noch fünf Fahrzeuge vorgesehen. Sie sollten gemäß dem Umzeichnungsplan 1923 in die Baureihe 36.73 umgezeichnet werden. Vorgesehen waren die Nummern 36 7351, 36 7361 bis 36 7371, 36 7381 bis 36 7382 und 36 1101 bis 36 1106. Zu einer endgültigen Umzeichnung kam es nicht mehr, da sie bis 1925 ausgemustert wurden.

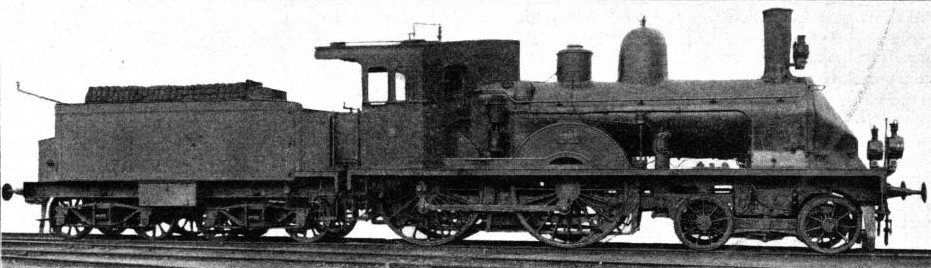
Lokomotive mit Tender
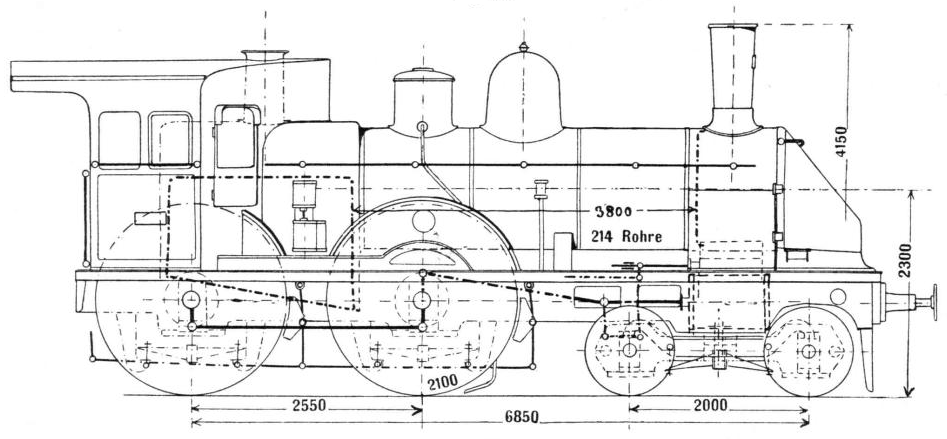
Zeichnung mit Maßangaben in mm
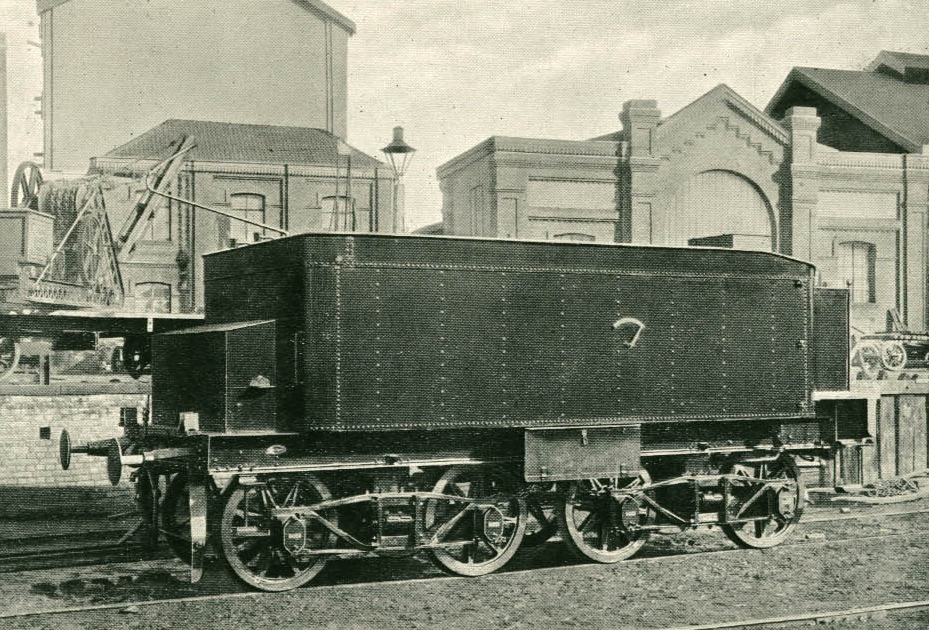
Tender der ab 1897 verwendeten Baureihe